# Kyllinga microbracteata
Kyllinga microbracteata är en halvgräsart som beskrevs av Kaare Arnstein Lye. Kyllinga microbracteata ingår i släktet Kyllinga och familjen halvgräs. Inga underarter finns listade i Catalogue of Life.